# Area 51: The Roswell Incident
Area 51: The Roswell Incident là một album nhạc ambient điện tử tổng hợp các nghệ sĩ khác nhau được hãng Purple Pyramid Records phát hành vào ngày 18 tháng 11 năm 1997.

## Đón nhận
| Đánh giá chuyên môn | Đánh giá chuyên môn |
| Nguồn đánh giá      | Nguồn đánh giá      |
| Nguồn               | Đánh giá            |
| ------------------- | ------------------- |
| Allmusic            | [ 1 ]               |

AllMusic đã trao giải Area 51: The Roswell Incident 4/5 sao và khen ngợi bộ sưu tập này vì đã "vớ được nhiều ban nhạc nổi tiếng nhất của thể loại này, cũng như một số tiết mục nhạc ambient mới hơn, hơn hai đĩa giá bình dân."

## Danh sách ca khúc
| Đĩa một: Crash Landing | Đĩa một: Crash Landing                   | Đĩa một: Crash Landing | Đĩa một: Crash Landing |
| STT                    | Nhan đề                                  | Nghệ sĩ                | Thời lượng             |
| ---------------------- | ---------------------------------------- | ---------------------- | ---------------------- |
| 1.                     | "INTRO: 7 - 2 - 47> Roswell> New Mexico" |                        | 3:10                   |
| 2.                     | "Explaining the Unexplained"             | Pressurehed            | 3:10                   |
| 3.                     | "Guiding Ray"                            | Yamo                   | 7:34                   |
| 4.                     | "Earth Calling"                          | Hawkwind               | 2:59                   |
| 5.                     | "Natural Forces"                         | Synæsthesia            | 10:01                  |
| 6.                     | "UFO"                                    | Guru Guru              | 10:27                  |
| 7.                     | "Nebula"                                 | Brainticket            | 4:47                   |
| 8.                     | "See You Up There"                       | Farflung               | 4:19                   |
| 9.                     | "Shapeless Friend"                       | Surface 10             | 8:03                   |
| 10.                    | "Celestial Hysteria"                     | Melting Euphoria       | 6:13                   |
| 11.                    | "Shapeshifter"                           | Dilate                 | 15:14                  |
| 12.                    | "OUTRO: 7 - 4 - 47> The Truth"           |                        | 1:38                   |

| Đĩa hai: Alien Autopsy | Đĩa hai: Alien Autopsy                      | Đĩa hai: Alien Autopsy | Đĩa hai: Alien Autopsy |
| STT                    | Nhan đề                                     | Nghệ sĩ                | Thời lượng             |
| ---------------------- | ------------------------------------------- | ---------------------- | ---------------------- |
| 1.                     | "INTRO: 8 - ? - 47> Fortworth> Airbase> TX" |                        | 1:50                   |
| 2.                     | "Sunrise in the Third System"               | Tangerine Dream        | 4:22                   |
| 3.                     | "Artificial Human"                          | Chrome                 | 5:44                   |
| 4.                     | "A Sprinkling of Clouds" (System 7 Remix)   | Gong                   | 9:57                   |
| 5.                     | "Sci-Fi Memento"                            | Kraftwelt              | 5:50                   |
| 6.                     | "Surrounded By the Stars"                   | Amon Düül II           | 7:42                   |
| 7.                     | "Dimensions Unmeasurable"                   | The Brain              | 11:09                  |
| 8.                     | "Spiral Galaxy 28948"                       | Nik Turner             | 4:50                   |
| 9.                     | "The Forge of Vulcan"                       | Spiral Realms          | 6:18                   |
| 10.                    | "Grid Coordinate-Vorp One"                  | Anubian Lights         | 9:36                   |
| 11.                    | "Longing for Daydreams"                     | Holger Czukay          | 5:22                   |
| 12.                    | "OUTRO: 9 - 6 - 54> The Future"             |                        | 1:52                   |

## Nhân sự
Phỏng theo ghi chú trên đĩa Area 51: The Roswell Incident.

## Lịch sử phát hành
| Khu vực | Năm  | Nhãn           | Định dạng | Danh mục |
| ------- | ---- | -------------- | --------- | -------- |
| Mỹ      | 1997 | Purple Pyramid | CD        | CLP 0172 |